# آنی‌یلکا التر
آنی‌یلکا اِلتر (چکی: Anielka Elter؛ زادهٔ ۱ ژانویهٔ ۱۹۰۱) بازیگر اهل چکسلواکی بود که در فیلم‌های ساخته‌شده در آلمان و هالیوود نیز مشارکت داشت.
از فیلم‌ها یا مجموعه‌های تلویزیونی که وی در آن‌ها نقش داشته‌است، می‌توان به بیوه سرمست اشاره نمود.